# Szabina Szűcs
Szabina Szűcs (4 de febrero de 2002) es una deportista de Hungría que compite en atletismo. Ganó una medalla de bronce en el Campeonato Mundial de Atletismo Sub-20 de 2021, en la prueba de heptatlón.